# Barles
Barles est une commune française, située dans le département des Alpes-de-Haute-Provence en région Provence-Alpes-Côte d'Azur.
Le nom de ses habitants est Barlatans,.

## Géographie
Le village est situé à 987 m d’altitude, dans la vallée du Bès.

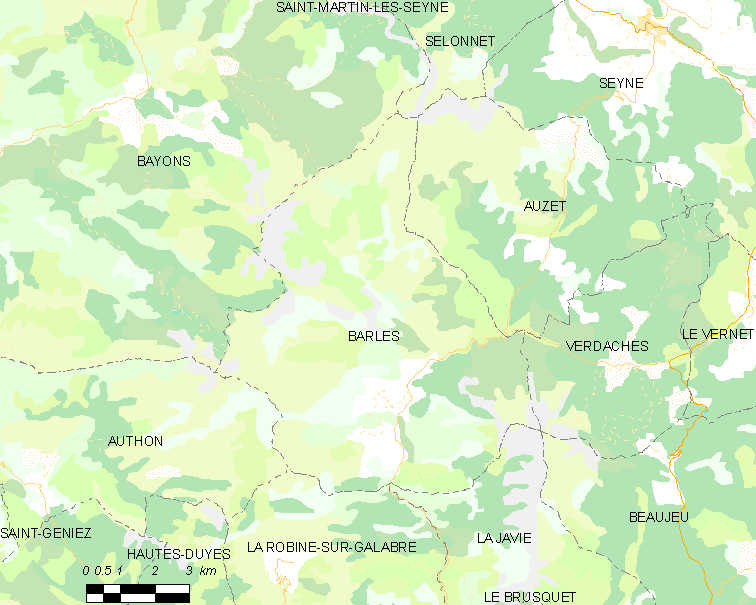
Barles et les communes voisines (cliquez sur la carte pour accéder à une grande carte avec la légende).

Les communes limitrophes de Barles sont Selonnet, Auzet, Verdaches, La Javie, La Robine-sur-Galabre, Authon et Bayons.

### Relief
Le territoire de Barles est très compartimenté, divisé en vallées séparées par des montagnes hautes et des barres abruptes. La vallée du Bès réunit ces vallées, mais coupée par des cluses, elle n’est un trait d’union que depuis quelques décennies, l’essentiel des déplacements se faisant auparavant à pied et à mule, par des chemins muletiers empruntant les hauteurs.
Entre Barles et Verdaches, se trouvent le sommet du Marzenc, à 1 934 m, et plus au nord, les Tomples (1 955 m). Cette crête est franchissable au col des Tomples (à 1 893 m).
Dans la partie ouest de la commune, se trouvent la crête de Val-Haut, entre Barles et Bayons, marquée par les sommets de la Chanau (1 885 m) et de l’Oratoire (2 072 m), tous deux situés en dehors de la commune ; plus au sud, se trouvent le sommet de Clot Ginoux ou les Cimettes (2 112 m) et le Sommet de la Laupie ou Tourtoureau (2 025 m). Un peu plus au sud, se trouve le col de la Clapouse (1 692 m), au fond de la vallée du torrent de Descoure, et qui donne accès à la vallée d’Esparron-la-Bâtie (commune de Bayons). Au sud des Monges (2 115 m, commune d’Authon) se trouve le sommet de Chine, ou Rabanu, à 1 952 m. Il donne lieu à de nombreux toponymes : bergerie de Chine, vieille cabane de Chine, Collet de Chine, barre de Chine qui sépare
Plus au sud, sur la limite entre Barles et La Robine-sur-Galabre, les principaux sommets sont le Sommet de Nibles, ou Petite Cloche, à 1 909 m, et la Grande Cloche, ou Cloche de Barles, moins haute, à 1 885 m, au début d’une longue barre orientée est-ouest franchie seulement par le Pas de Pierre (1 407 m) et se finit à la clue de Barles. Cette barre reprend de l’autre côté du Bès, sous le nom du Serre de la Croix, franchi près du Bès par le Pas du Château. La vallée de Saint-Clément est fermée au sud par cette barre, et au nord par les Barres de Proussier. Le Dou (1 971 m) est un promontoire avancé du Blayeul (2 189 m), aussi appelé les Quatre Termes, car situé entre les communes de Barles, Verdaches, Esclangon (rattachée à La Javie) et Beaujeu.

### Hydrographie
La commune est traversée par le Bès.
Les principaux affluents rive droite sont :
- le ravin de Charrui, qui passe au pied du hameau du même nom ;
- le torrent de Val-Haut, formé du torrent des Cabanes et de l’Embournié, et qui reçoit les eaux de très nombreux ravins intermittents, dont ceux de Paravoux et du Villard ;
- la Descoure, formée du ravin des Gardettes et du Collet de Chine : elle tire son nom, qui signifie « qui sort de son lit », de son régime torrentiel[5]. Elle recueille elle aussi les eaux de nombreux ravins intermittents ;
- puis le Gros Vallon et le ravin des Graves, dont le nom témoigne de sa capacité à arracher des graviers à la montagne et à les transporter dans la vallée[5].

Rive gauche, le Bès reçoit :
- les ravins de la Cadenière, de la Boulette, intermittents ;
- au nord et au sud de Saint-Clément, les ravins des Fraches et des Eyssarts, ce dernier étant réputé pour son franchissement difficile[6].

Le ravin de Blayeul coule depuis ce sommet, mais se jette dans le Bès en amont de Barles.
Le Bès entre dans Barles par les clues de Verdaches et en sort par les clues de Barles.

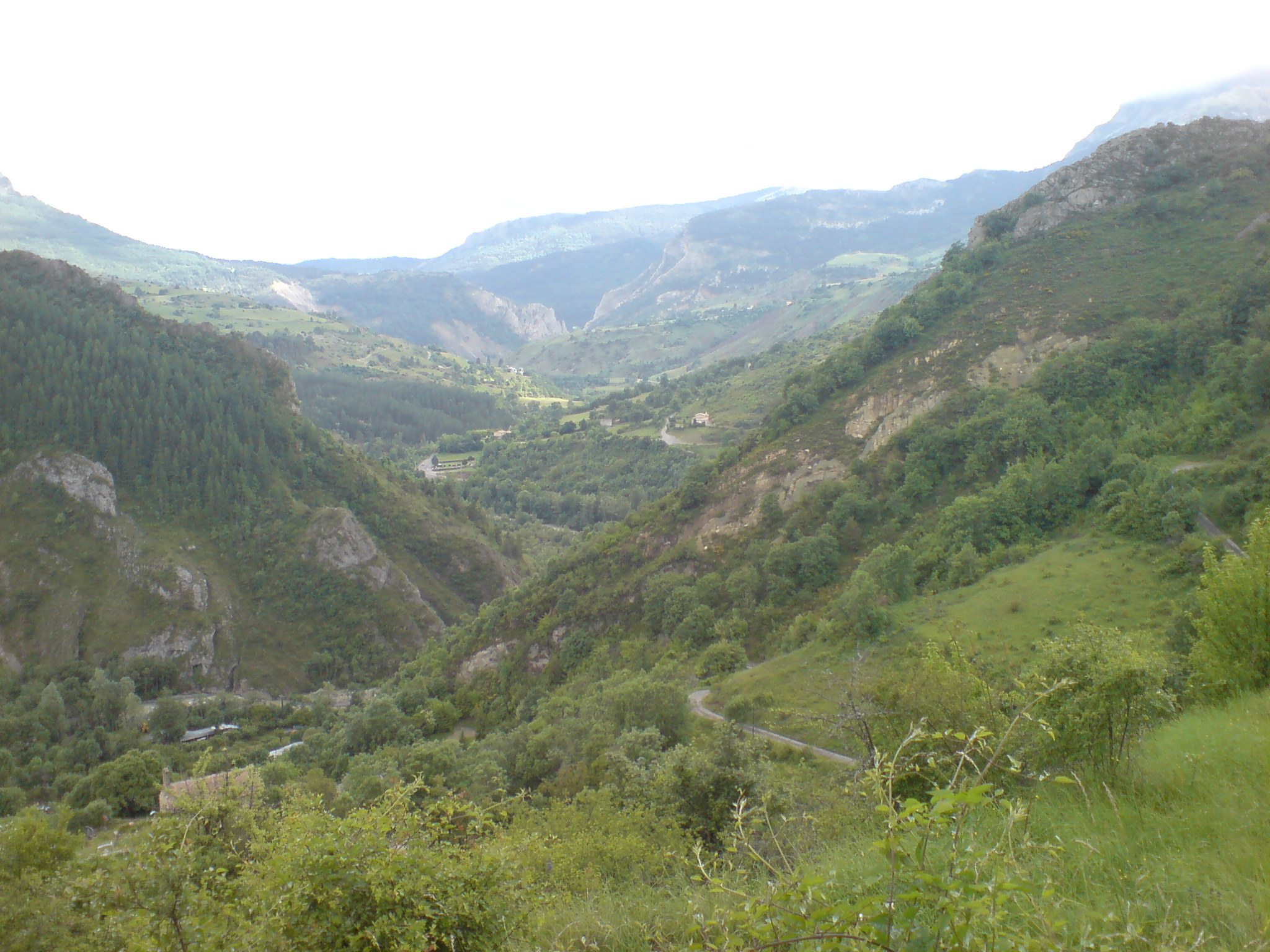
Vallée du Bès, vue sud du village, prise du hameau du Château.
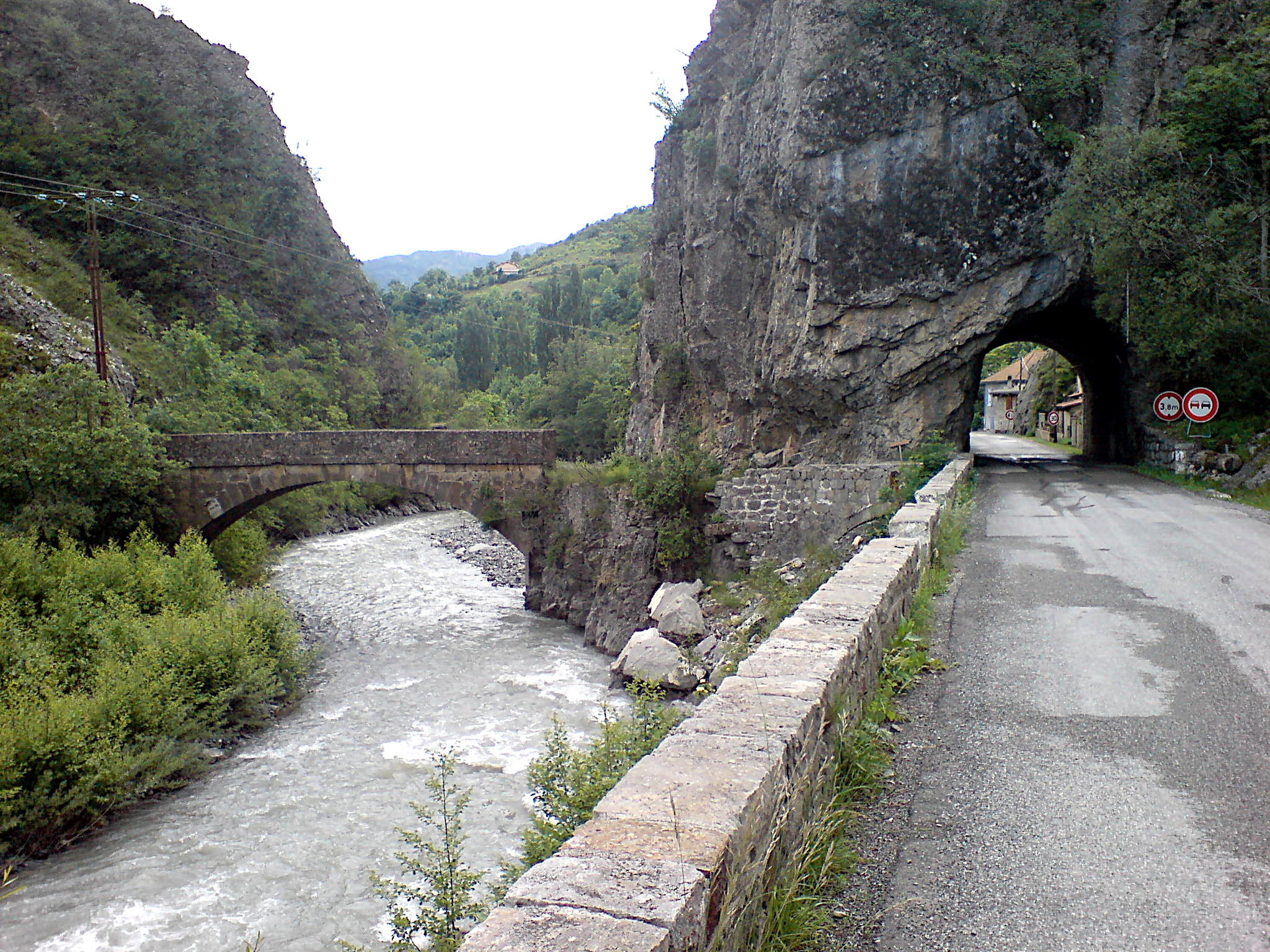
Vieux pont sur le Bès et tunnel à Barles.
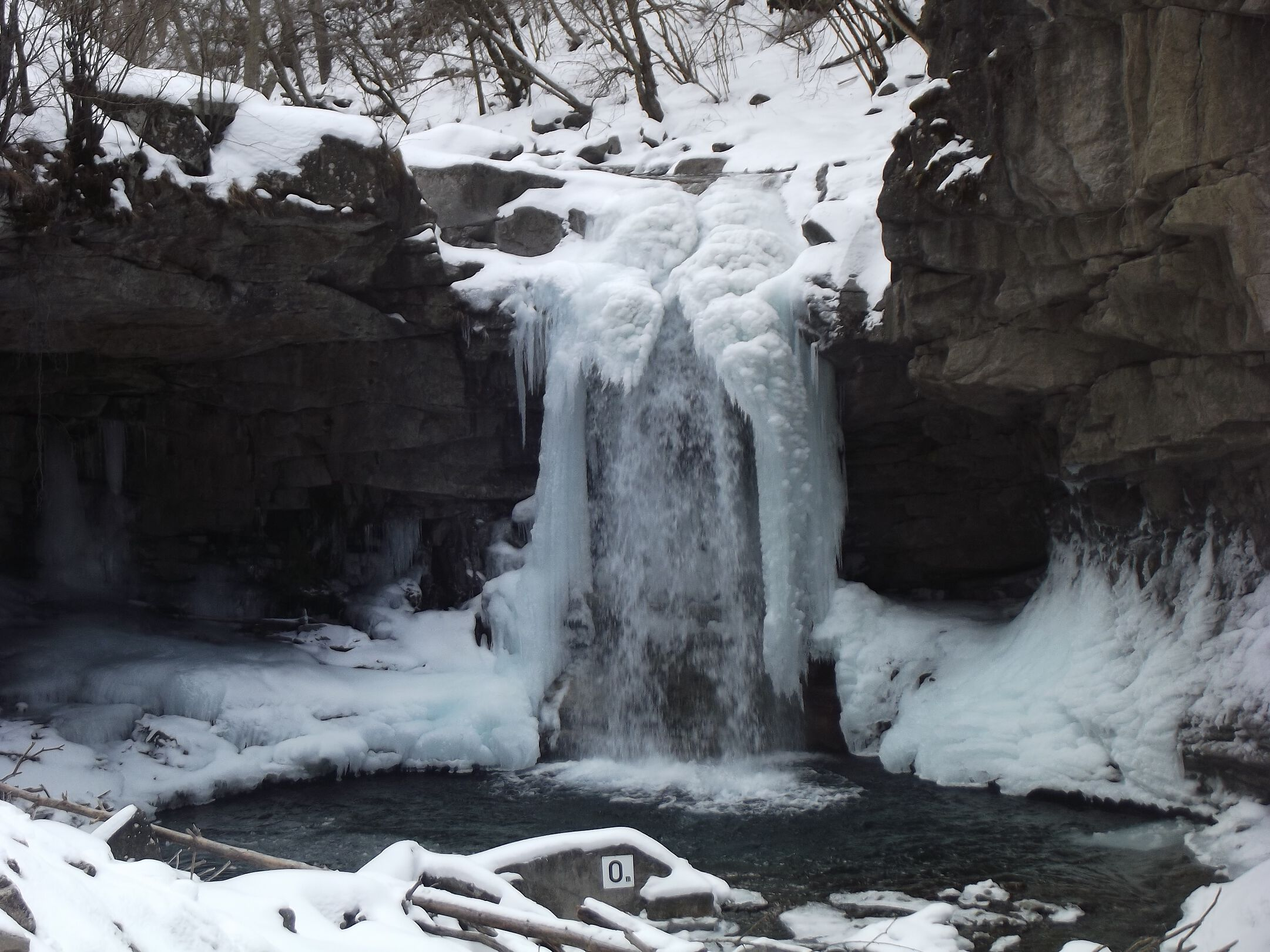
Cascade du Saut de la Pie, entre Barles et Verdaches.

### Environnement
La commune compte 862 ha de bois et forêts.

### Hameaux et lieux-dits
| Rive droite du Bès : - le Seignas - Vaux - le Forest (nom signifiant hameau) - le Château - Chine - Saint-Pierre - le Bourguet - le Villard - Val-Haut - le Moulin - le Prieuré - l'Adroit - la Sorbière - Charrui - les Vignes - le Jasset - Préoura - la Lâme - Basse-Bloude - Haute-Bloude - le Mas - Paravoux - la Gorge | Rive gauche du Bès : - la Barricade - le Laus - les Pinées - la Bâtie - le Fanget - Sigons ou Sigonce - Proussier - Saint-Clément - le Lauset - les Eyssarts |

### Transports
La commune est desservie par la départementale RD 900A, ancienne route nationale 100A.
La route de Chine permet d’atteindre la bergerie de Chine à partir du Forest.

### Risques naturels et technologiques
Aucune des 200 communes du département n'est en zone de risque sismique nul. Le canton de Seyne auquel appartient Barles est en zone 1b (risque faible) selon la classification déterministe de 1991, basée sur les séismes historiques, et en zone 4 (risque moyen) selon la classification probabiliste EC8 de 2011. La commune de Barles est également exposée à quatre autres risques naturels :
- avalanche,
- feu de forêt,
- inondation,
- mouvement de terrain.

La commune de Barles n’est exposée à aucun des risques d’origine technologique recensés par la préfecture.
Aucun plan de prévention des risques naturels prévisibles (PPR) n’existe pour la commune et le Dicrim n’existe pas non plus.
Parmi les principales inondations, celle causée par l’orage du 18 août 1739 provoque une crue du Bès, qui emporte les digues et une partie des terres cultivables, et inonde les maisons basses. En 1917, de fortes pluies provoquent un glissement de terrain qui barre le lit du Bès. Le barrage naturel ne peut être dégagé par les travaux, et c’est une crue qui dégage le passage à l’automne.

### Climat
Pour des articles plus généraux, voir Climat de Provence-Alpes-Côte d'Azur et Climat des Alpes-de-Haute-Provence.
En 2010, le climat de la commune est de type climat des marges montargnardes, selon une étude du Centre national de la recherche scientifique s'appuyant sur une série de données couvrant la période 1971-2000. En 2020, Météo-France publie une typologie des climats de la France métropolitaine dans laquelle la commune est exposée à un climat de montagne ou de marges de montagne et est dans la région climatique Alpes du sud, caractérisée par une pluviométrie annuelle de 850 à 1 000 mm, minimale en été.
Pour la période 1971-2000, la température annuelle moyenne est de 8,8 °C, avec une amplitude thermique annuelle de 17,6 °C. Le cumul annuel moyen de précipitations est de 933 mm, avec 6,9 jours de précipitations en janvier et 5,6 jours en juillet. Pour la période 1991-2020, la température moyenne annuelle observée sur la station météorologique de Météo-France la plus proche, « Montclar_sapc », sur la commune de Montclar à 16 km à vol d'oiseau, est de 9,3 °C et le cumul annuel moyen de précipitations est de 889,7 mm. 
La température maximale relevée sur cette station est de 36 °C, atteinte le 23 août 2023 ; la température minimale est de −19,2 °C, atteinte le 5 février 2012,,.
Les paramètres climatiques de la commune ont été estimés pour le milieu du siècle (2041-2070) selon différents scénarios d'émission de gaz à effet de serre à partir des nouvelles projections climatiques de référence DRIAS-2020. Ils sont consultables sur un site dédié publié par Météo-France en novembre 2022.

## Urbanisme

### Typologie
Au 1er janvier 2024, Barles est catégorisée commune rurale à habitat dispersé, selon la nouvelle grille communale de densité à 7 niveaux définie par l'Insee en 2022.
Elle est située hors unité urbaine. Par ailleurs la commune fait partie de l'aire d'attraction de Digne-les-Bains, dont elle est une commune de la couronne,. Cette aire, qui regroupe 34 communes, est catégorisée dans les aires de moins de 50 000 habitants,.

### Occupation des sols
L'occupation des sols de la commune, telle qu'elle ressort de la base de données européenne d’occupation biophysique des sols Corine Land Cover (CLC), est marquée par l'importance des forêts et milieux semi-naturels (93,5 % en 2018), une proportion sensiblement équivalente à celle de 1990 (93,2 %). La répartition détaillée en 2018 est la suivante :
milieux à végétation arbustive et/ou herbacée (46,5 %), forêts (26,9 %), espaces ouverts, sans ou avec peu de végétation (20,1 %), prairies (6,5 %).
L'évolution de l’occupation des sols de la commune et de ses infrastructures peut être observée sur les différentes représentations cartographiques du territoire : la carte de Cassini (XVIIIe siècle), la carte d'état-major (1820-1866) et les cartes ou photos aériennes de l'IGN pour la période actuelle (1950 à aujourd'hui).

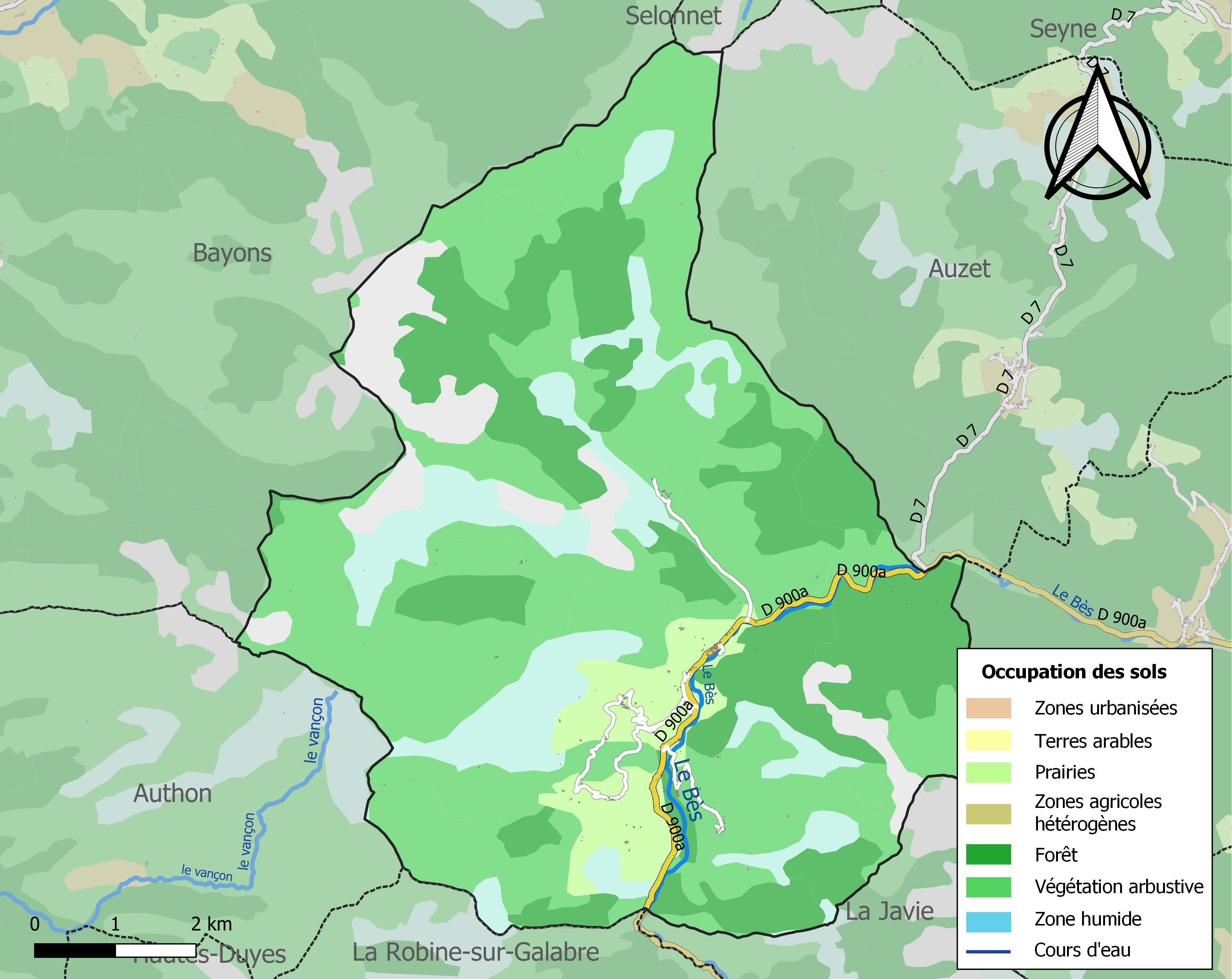
Carte de l'occupation des sols de la commune en 2018 (CLC).

## Économie

### Aperçu général
La commune vit de l’exploitation forestière, de l'agriculture, de l'élevage ovin, et du tourisme.
En 2009, la population active s'élevait à 67 personnes, dont 16 chômeurs (11 fin 2011). Ces travailleurs sont majoritairement salariés (40 sur 51) et travaillent majoritairement hors de la commune (36 travailleurs sur 51). L'essentiel des établissements de la commune relèvent du secteur primaire (15 sur 27 en 2010). L'industrie et la construction représentent trois établissements, et les services et l'administration, neuf.

### Agriculture
Fin 2010, le secteur primaire (agriculture, sylviculture, pêche) comptait quinze établissements, employant en outre un salarié.
Le nombre d’exploitations, selon l’enquête Agreste du ministère de l’Agriculture, est en baisse dans les années 2000, passant de sept à six, dont trois élevages ovins. La surface agricole utile (SAU), qui a fortement augmenté de 1988 à 2000, passant de  à 1 047 à 1 832 ha, est descendue dans les années 2000 à moins de 850 ha, baisse à lier à la disparition de deux élevages ovins dans les années 2000 (650 des 1 000 ha perdus étaient des pâturages pour moutons).
La commune est incluse dans le périmètre du label pommes des Alpes de Haute-Durance.

### Industrie
Fin 2010, le secteur secondaire (industrie et construction) comptait 3 établissements, n’employant aucun salarié.

### Activités de service
Fin 2010, le secteur tertiaire (commerces, service) comptait trois établissements (sans emploi salarié), auxquels s'ajoutent les six établissements administratifs (salariant quatre personnes).
D'après l'Observatoire départemental du tourisme, la fonction touristique est importante pour la commune, avec entre 1 et 5 touristes accueillis pour un habitant, l'essentiel de la capacité d'hébergement étant non-marchande. Plusieurs structures d'hébergement à finalité touristique existent dans la commune :
- 1 camping classé une étoile[32], avec une capacité de 25 emplacements[33],[34] ;
- des meublés[35] ;
- le secteur de l’hébergement collectif est représenté par un refuge[36].

Les résidences secondaires apportent un complément important à la capacité d'accueil (43 % des logements sont des résidences secondaires).

## Toponymie
La localité apparaît pour la première fois dans les textes en 1193 (de Barlis).
Le nom de la localité provient, selon Charles Rostaing, de la racine oronymique (désignant une montagne) *BAR. Selon Ernest Nègre, qui adopte une explication proche, le nom est formé du gaulois barro, qui désigne un sommet, et du diminutif -ulus, ce qui lui donne comme sens la petite montagne,. Selon Rostaing, le toponyme serait antérieur aux Gaulois.
Ce nom pourrait aussi être lié au provençal barlac signifiant « bourbier, point de franchissement usuel d'un cours d'eau, plus profond qu'un gué », d'où le verbe barlacar, « tremper, se mouiller, s'embourber ». Ce toponyme pourrait alors désigner un passage où se mouiller est obligatoire.

## Histoire

### Antiquité
Dans l’Antiquité, les Bodiontiques (Bodiontici) peuplaient la vallée de la Bléone, et étaient donc le peuple gaulois qui vivait dans l’actuelle commune de Barles. Les Bodiontiques, qui sont vaincus par Auguste en même temps que les autres peuples présents sur le Trophée des Alpes (avant 14 av. J.-C.), sont rattachés à la province des Alpes-Maritimes lors de sa création.

### Moyen Âge
Son château fort existe en 1206. En 1300, une petite communauté juive était établie à Barles. Un hôpital accueillant les malades et les voyageurs était implanté à Barles en 1351.
Au Moyen Âge, certains impôts étaient payés collectivement par la communauté. La répartition par tête était de sa responsabilité et l’autorité n’intervenait pas dans cette répartition. Pour certains impôts, la communauté de Barles était imposée avec celle de Feissal. Aux XIIIe et XIVe siècles, Barles dépend de la viguerie de Digne.
La mort de la reine Jeanne Ire ouvre une crise de succession à la tête du comté de Provence, les villes de l’Union d'Aix (1382-1387) soutenant Charles de Duras contre Louis Ier d'Anjou. La communauté de Barles soutient les Duras jusqu’en 1386, puis change de camp pour rejoindre les Angevins grâce aux négociations patientes de Marie de Blois, veuve de Louis Ier et régente de leur fils Louis II. À la fin de la guerre, Marie de Blois rattache Barles à la baillie de Seyne,. À cette époque, les seuls itinéraires vers le sud, utilisables uniquement par les piétons, passent par le Pas de Saint-Pierre (1 407 m) et Tanaron, à l’ouest, et par Saint-Clément, le Pas-du-Castéou et Esclangon, à l’Est. Cependant, les itinéraires les plus utilisés sont tournés vers l’ouest et passent par Esparron-la-Bâtie ou par Feissal et Authon : l’essentiel des échanges culturels et économiques se font d’ailleurs avec Sisteron et l’habitude de se marier dans le massif des Monges perdure jusqu’aux années 1900.

### Temps modernes
En 1602, une mine de plomb est brièvemement exploitée (ou simplement explorée) à Barles, au lieu-dit Les Cluses, le minerai contenant également de l’argent et du cuivre. En 1614, la même mine est à nouveau concédée.
La déforestation excessive aggrave les phénomènes climatiques naturels, comme inondations et glissements ou éboulements de terrain. Les éboulements de 1746 et 1755 causent la destruction de 20 bastides. À la veille de la Révolution française, il existait deux fiefs sur le territoire de Barles : le fief de Barles proprement dit et celui d’Auzet (d’après l’état d’afflorinement de 1783). Des troubles liés à la crise frumentaire et au nouveau système d’imposition ont lieu à l’été 1790.

### Époque contemporaine
En 1820, un mineur italien exploite pendant quelques jours une mine de cuivre gris : c’est la dernière tentative d’une exploitation du minerai dans la commune, et finalement aucune n’a été rentable.
Jusqu’au XIXe siècle, aucune route ne passe par Barles. La route la plus proche est la route nationale 100, de Digne à Coni par le col du Labouret et Verdaches, construite en 1854. Un chemin muletier, le chemin d'intérêt commun no 7, est construit à la même époque et progressivement amélioré dans les années 1860 : c’est la seule construction routière à desservir Barles au XIXe siècle. Ce chemin est d’un usage souvent difficile dès que le temps est mauvais, comme au passage du ravin des Eyssarts après les orages (vers Saint-Clément) et parfois coupé par des éboulements (comme en 1890 à Tanaron). Les clues de Saint-Clément sont franchies par des tunnels de la largeur de la mule.
Comme de nombreuses communes du département, Barles se dote d’écoles bien avant les lois Jules Ferry : en 1863, elle en possède deux, installées au chef-lieu et dans un hameau, qui dispensent une instruction primaire aux garçons. Bien que la loi Falloux (1851) n’impose l’ouverture d’une école de filles qu’aux communes de plus de 800 habitants, la commune instruit ses filles dès 1863. Ce manque de routes entraîne la multiplication des écoles : d’une en 1863, destinée aux garçons, la commune en crée cinq : au chef-lieu (104 habitants, 170 avec les hameaux dépendants en 1881), à Vaux (49 habitants en 1881), au Forest (108 habitants), aux Sauvans (82 habitants avec les Bloudes et le Mas en 1881) et à Saint-Clément (87 habitants avec le Lauzet à la même date). La commune profite des subventions de la deuxième loi Duruy (1877) pour construire une école neuve aux Sauvans et rénover les autres.

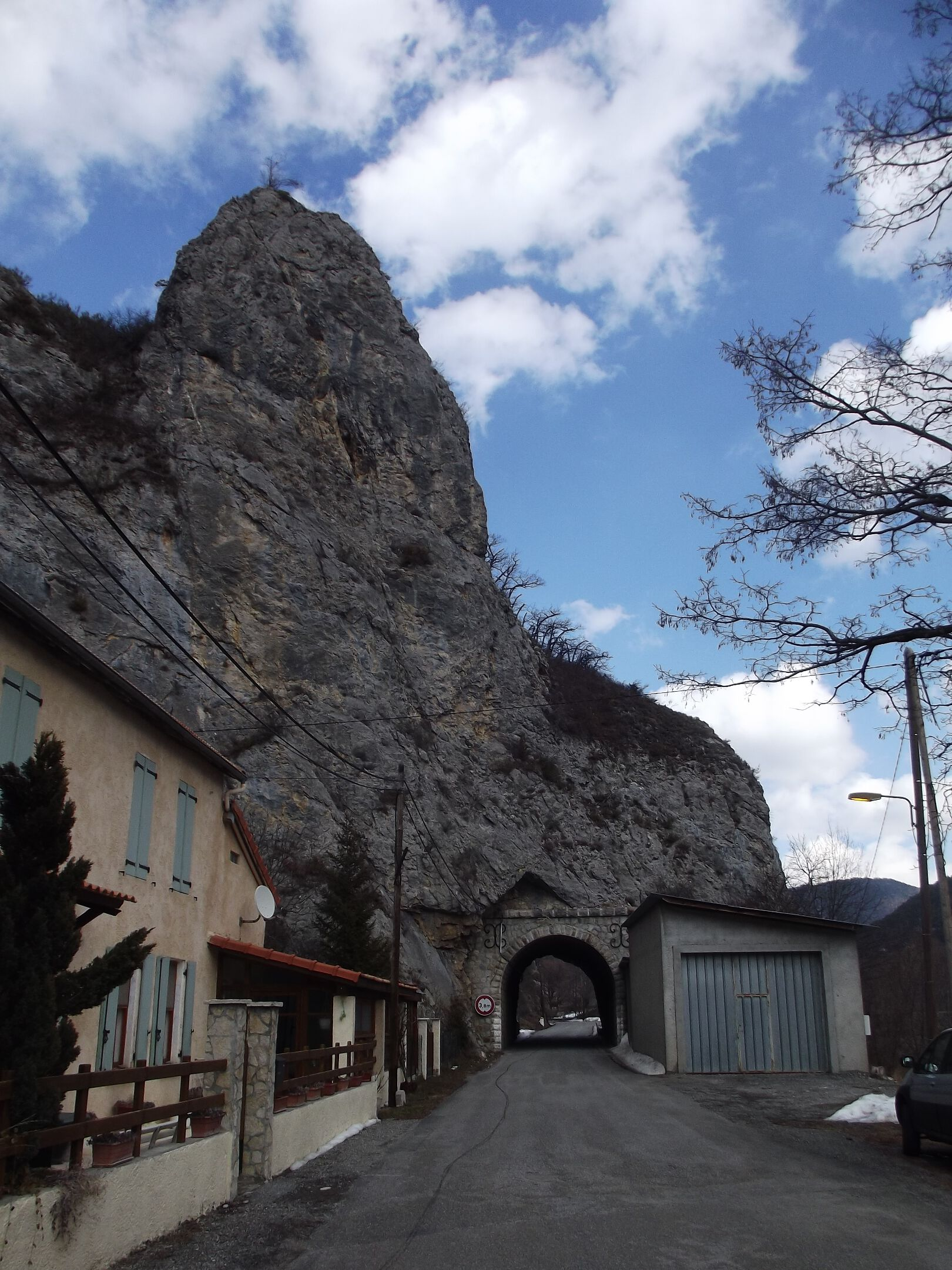
Le tunnel de Barles, construit dans les années 1900.

La construction de la route passant par les clues de Barles est entamée en 1882 : reliant Digne à Verdaches, puis Coni, elle est inaugurée en juillet 1913 ,. Le chantier fut long et difficile : commencé en 1891, il n’aborde les clues de Saint-Clément (actuellement dites clues de Barles) qu’en 1908 qu’il franchit grâce au percement de nouveaux tunnels. L’ouverture de la route permet la création d’un service de diligence par un aubergiste de Barles, remplacé par un autocar au XXe siècle.
Le cheptel de la fin XIXe siècle témoigne de la dureté des cultures et de la subsistance : peu de chevaux et de bœufs sont utilisés pour travailler les terres (19 chevaux et 14 bœufs), et on leur préfère les mules et mulets, plus aptes à travailler les terres en pente et les sols légers. Quelques années plus tard, la foire qui avait lieu à Barles le lundi suivant le 16 mai disparaît : les Barlatans fréquentent préférentiellement les foires d’Authon, les habitants de Saint-Clément celles de Digne.
Dans les années 1950, des routes sont construites pour desservir les hameaux, qui ont conservé l’usage de la mule, du bât et du traineau jusqu’à ce moment.

## Héraldique
| Blason de Barles | Blason  | De gueules à un pal d'or, accosté de deux bars adossés du même.                                                                           |
| Blason de Barles | Détails | Armes parlantes. (mot valise, contraction du nom des deux figures de l'écu : bars + pal) Le statut officiel du blason reste à déterminer. |

## Politique et administration

### Municipalité
| Période                                  | Période          | Identité         | Étiquette | Qualité                    |
| ---------------------------------------- | ---------------- | ---------------- | --------- | -------------------------- |
| 17 mai 1945                              | 02 novembre 1947 | Maurice DAVIN    | PC        |                            |
| 02 novembre 1947                         | 22 mars 1959     | Aimé MATHIEU     |           |                            |
| 22 mars 1959                             | 28 mars 1965     | Maurice DAVIN    | PC        |                            |
| 28 mars 1965                             | 19 mars 1983     | Aimé NICOLAS     |           |                            |
| mars 1983                                | mai 2020         | Claude Payan     | PCF       | Retraité de l'enseignement |
| mai 2020                                 | En cours         | Patrick Gaethofs |           |                            |
| Les données manquantes sont à compléter. |                  |                  |           |                            |

### Intercommunalité
Barles fait partie :
- de 2008 à 2017, de la Communauté de communes du Pays de Seyne ;
- depuis le 1er janvier 2017, de la communauté d'agglomération Provence-Alpes.

### Enseignement
La commune est dotée d’une école primaire.

## Démographie
L'évolution du nombre d'habitants est connue à travers les recensements de la population effectués dans la commune depuis 1765. Pour les communes de moins de 10 000 habitants, une enquête de recensement portant sur toute la population est réalisée tous les cinq ans, les populations de référence des années intermédiaires étant quant à elles estimées par interpolation ou extrapolation. Pour la commune, le premier recensement exhaustif entrant dans le cadre du nouveau dispositif a été réalisé en 2008.

En 2022, la commune comptait 124 habitants, en évolution de −8,82 % par rapport à 2016 (Alpes-de-Haute-Provence : +2,84 %, France hors Mayotte : +2,11 %).
| 1765 | 1793 | 1800 | 1806 | 1821 | 1831 | 1836 | 1841 | 1846 |
| ---- | ---- | ---- | ---- | ---- | ---- | ---- | ---- | ---- |
| 420  | 575  | 565  | 514  | 526  | 448  | 552  | 546  | 547  |

| 1851 | 1856 | 1861 | 1866 | 1872 | 1876 | 1881 | 1886 | 1891 |
| ---- | ---- | ---- | ---- | ---- | ---- | ---- | ---- | ---- |
| 513  | 524  | 594  | 537  | 529  | 518  | 502  | 457  | 463  |

| 1896 | 1901 | 1906 | 1911 | 1921 | 1926 | 1931 | 1936 | 1946 |
| ---- | ---- | ---- | ---- | ---- | ---- | ---- | ---- | ---- |
| 449  | 475  | 464  | 450  | 330  | 277  | 267  | 283  | 236  |

| 1954 | 1962 | 1968 | 1975 | 1982 | 1990 | 1999 | 2006 | 2008 |
| ---- | ---- | ---- | ---- | ---- | ---- | ---- | ---- | ---- |
| 206  | 123  | 100  | 81   | 85   | 104  | 114  | 144  | 152  |

| 2013 | 2018 | 2022 | - | - | - | - | - | - |
| ---- | ---- | ---- | - | - | - | - | - | - |
| 143  | 132  | 124  | - | - | - | - | - | - |

| 1315     | 1471    |
| -------- | ------- |
| 133 feux | 44 feux |

L’histoire démographique de Barles, après la saignée des XIVe et XVe siècles et le long mouvement de croissance jusqu’au début du XIXe siècle, est marquée par une période d’« étale » où la population reste relativement stable à un niveau élevé. Cette période, particulièrement longue à Barles, dure de 1811 à 1872. L’exode rural provoque ensuite un mouvement de recul démographique de longue durée. En 1926, la commune enregistre la perte de la moitié de sa population du maximum historique de 1861. Le mouvement de recul se poursuit jusqu’aux années 1970. Depuis, la population s’est remise à croître.

## Lieux et monuments

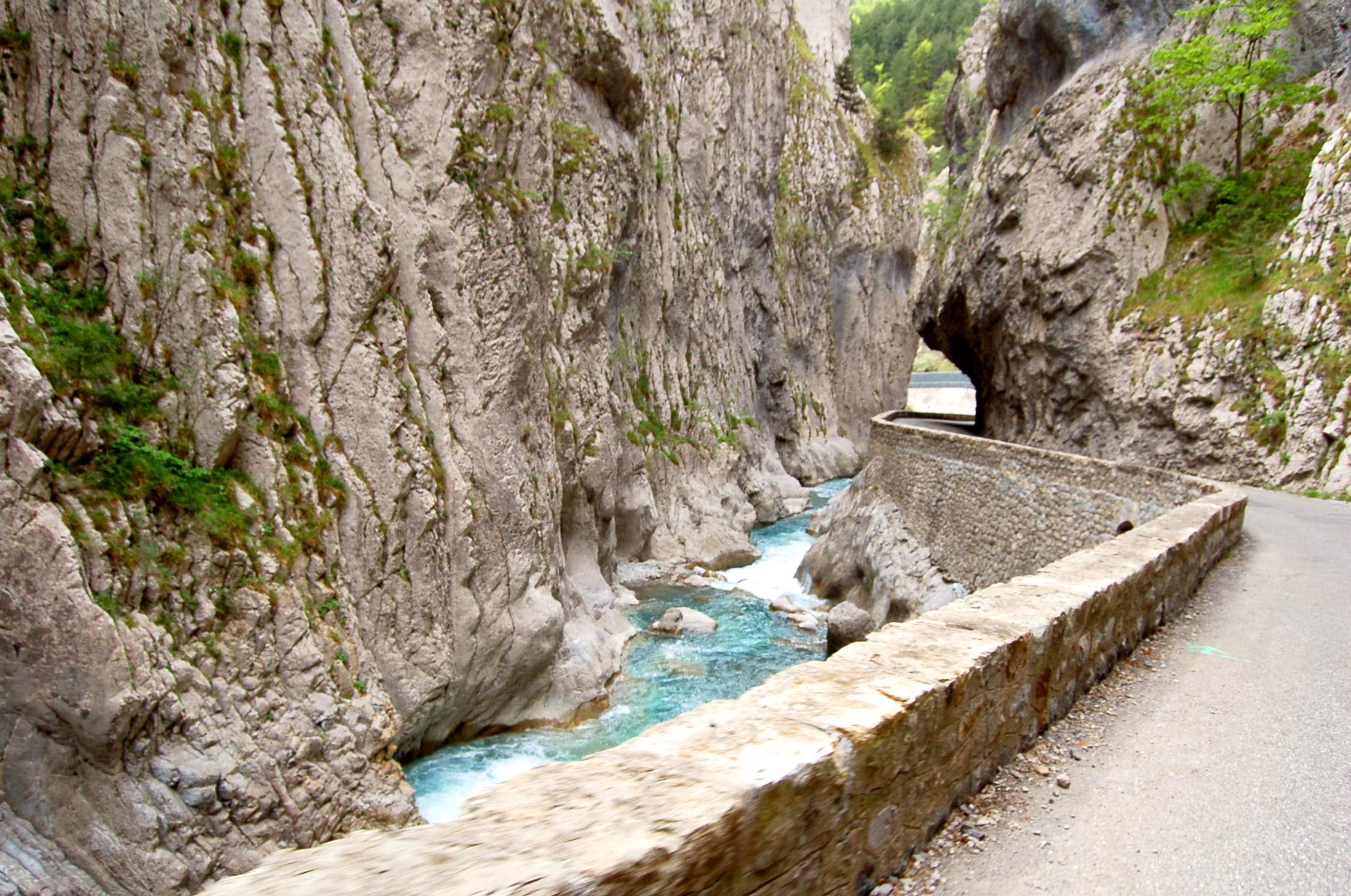
La première clue de Barles au printemps.

Barles est surtout connue pour les cluses de Barles, deux courtes gorges très resserrées situées sur la route en aval du village. Il existe une formation analogue en amont, les clues de Verdaches.
Le pont sur le Bès, composée d’une seule arche, date de 1740. Il est construit sur l’ancien chemin muletier de Digne à Barles par Tanaron. Les trous de boulins ayant servi à fixer le cintre lors de la construction sont encore visibles.
L’église Notre-Dame est construite en 1853 sur l’emplacement de la chapelle Saint-Roch, détruite à cette occasion, pour remplacer l’église Saint-Pierre. Elle possède une abside à chaque bout de la nef . Elle reprend la titulature de l’église castrale Notre-Dame, qui fut église paroissiale de façon concomitante avec l’église Saint-Pierre du cimetière Au cimetière, la chapelle Saint-Pierre, ancienne église paroissiale, en appareil régulier de pierres grises et jaunes, a été restaurée au début des années 1980 ,.
La chapelle du prieuré Saint-André, au Forest, fait encore l’objet d’un pèlerinage annuel. Il existe encore une église priorale Saint-Clément.
La chapelle Saint-Joseph du hameau de Vaux, datant du VIIIe siècle. Longtemps abandonnée, elle est restaurée par une association créée en 2016.
La commune se situe sur le parcours des Refuges d'art. Un des cairns réalisés par Andy Goldsworthy est visible dans la vallée du Bès.

## Personnalités liées à la commune
{{Emile Armand FAURE, dit Milllon (1891-1971), émigra aux Etats-Unis en 1908 et s'installa comme cultivateur dans la région de San-Diègo (nord de la Californie). Revenu en France en 1921, il participa à l'expédition française au Levant (1921-1923) puis se retira au village. Tout en vivant des rentes acquises en Amérique, il était un chasseur professionnel et alimentait en gibier les restaurants du pays.
Son frère, Bienaimé Henry FAURE (1889-?), qui tenait l'épicerie du village, fut le dernier colporteur itinérant de la région de Barles, la balle au dos avec son mulet. Ancien combattant de la guerre de 1914}}

## Barles dans les arts et la culture

### Littérature
L'intrigue du roman policier Les Courriers de la mort (1986) de Pierre Magnan se déroule en partie à Barles.

### Télévision
- Épisodes de la série Les Enquêtes du commissaire Laviolette (2006-2016), dérivée des romans de Magnan.